# Centro Médico de Estados Unidos para Prisioneros Federales
El Centro Médico para Prisioneros Federales de los Estados Unidos (MCFP Springfield) es una prisión federal de los Estados Unidos en Springfield, Misuri que proporciona servicios médicos, de salud mental y dentales a los delincuentes masculinos. Está gestionada por la Oficina Federal de Prisiones, una división del Departamento de Justicia de los Estados Unidos.